# Standardannahme
Eine Standardannahme oder ein Default (engl. [dɪ'fɔlt] oder [dɪ'fɔ:lt]) ist eine Annahme, die ohne explizite Setzung im Einzelfall solange gilt, bis sie durch eine speziellere Festlegung außer Kraft gesetzt wird. Der Begriff weist Analogien zum Begriff der Voreinstellung (auch: Default) in der Programmierung auf, wird aber in einem verallgemeinerten Sinn in verschiedenen Gebieten verwendet.
Praktische Anwendung finden Standardannahmen bei der Simulation von Prozessen des Lernens oder zur Beschreibung von Prototypen im Alltagswissen (Vögel können fliegen, Schwäne sind weiß sind solche Standardannahmen).
Die Bedeutung des Wortes Default ist im Englischen ursprünglich „Ausfall“, z. B. der Zahlungsausfall eines Schuldners. Im oben genannten Zusammenhang entwickelte sich zunächst die Wendung, dass etwas per Default (by default) gilt, also „wegen des Fehlens [anderweitiger Information].“ Daraus ergibt sich der Sprachgebrauch, wonach der Default der Fall ist, in dem eine Voreinstellung greift, und von daher dann auch, dass das Wort Default die voreingestellte Information selbst bezeichnet.